# Traité germano-espagnol
Le traité germano-espagnol de 1899 est un traité signé entre l'Empire allemand et l'Espagne, le 12 février 1899, par lequel l'Espagne vendit à l'Allemagne ses dernières possessions des Indes orientales pour la somme de 25 millions de pesetas, soit 17 millions de marks.

## Historique
Découverte en 1526 par l'explorateur espagnol Alonso de Salazar, les îles Carolines furent baptisées ainsi en l'honneur de Charles Quint, empereur du Saint-Empire romain germanique et roi d'Espagne sous le nom de Charles Ier. 
Quelques rares voyageurs occidentaux visitèrent ensuite ces îles, mais l'arrivée de missionnaires en 1732 aboutit à plusieurs attentats meurtriers contre les nouveaux arrivants. C'est seulement en 1875, que l'Espagne fit valoir ses droits sur l'archipel et plaça celui-ci sous l'administration de leur colonie des Philippines.
Cependant, l'Allemagne contesta la présence espagnole en occupant les îles Yap — situées dans les actuels États fédérés de Micronésie. L'envoi de la canonnière Iltis ne leur donna pas entièrement satisfaction. L'arbitrage du pape Léon XIII en 1885 se fit en faveur de l'Espagne, octroyant à l'Allemagne un droit de libre-échange. L'Espagne cessa d'occuper officiellement l'archipel à partir de l'année suivante.
En 1898, la perte des Philippines et de l'île de Guam, après le traité de Paris qui mit un terme à la guerre hispano-américaine, rendit les dernières possessions espagnoles dans l'océan Pacifique ingouvernables, improductives et indéfendables — surtout après la perte de deux flottes durant la guerre contre les États-Unis.
Le gouvernement de Madrid prit alors le parti de vendre ses dernières possessions des Indes orientales. Berlin fit alors pression pour que la vente se fît en sa faveur.
Outre les îles Carolines, les îles Mariannes et Palau furent incluses dans le traité, qui fut signé le 12 février 1899 par le premier ministre espagnol Francisco Silvela et le chancelier allemand Chlodwig zu Hohenlohe-Schillingsfürst.